# Curtara megalops
Curtara megalops är en insektsart som beskrevs av Spångberg 1883. Curtara megalops ingår i släktet Curtara och familjen dvärgstritar. Inga underarter finns listade i Catalogue of Life.